# Cerkiew Świętych Kosmy i Damiana w Blechnarce
Cerkiew pod wezwaniem Świętych Kosmy i Damiana – prawosławna cerkiew filialna w Blechnarce. Należy do parafii św. Michała Archanioła w Wysowej-Zdroju, w dekanacie Krynica diecezji przemysko-gorlickiej Polskiego Autokefalicznego Kościoła Prawosławnego.
Dawna świątynia greckokatolicka, od 1958 prawosławna. Znajduje się w centrum wsi.
Cerkiew zbudowano w 1801 z kamienia rzecznego. Jest to świątynia orientowana, trójdzielna (babiniec, nawa, prezbiterium). Nad babińcem wznosi się wieża (która jednocześnie pełni funkcję dzwonnicy); nawę i półkoliste prezbiterium pokrywa blaszany dach kalenicowy. Cerkiew posiada 3 kopuły: na wieży oraz dwie na dachu – nad nawą i prezbiterium. We wszystkich ścianach wieży znajdują się małe okienka. Nawa posiada 4 okna, prezbiterium – 2.
Wewnątrz znajduje się ikonostas z 1865. Na uwagę zasługują dwie duże ikony, umieszczone na bocznych ścianach nawy – Wskrzeszenie Łazarza i Sąd Ostateczny. Sufit nawy pokryto polichromią w poprzeczne pasy o motywach geometrycznych. Ołtarz ozdobiony jest malowidłami pozorującymi trójwymiarowe detale architektoniczne. Na ścianach prezbiterium namalowano postacie czterech ewangelistów, a na suficie przedstawiono Ducha Świętego w postaci gołębicy. W przedsionku znajduje się okrągły obraz przedstawiający scenę wygnania Adama i Ewy z raju oraz (na suficie) polichromia z wizerunkami aniołów. Na stropie chóru wykonano fresk przedstawiający króla Dawida grającego na harfie.

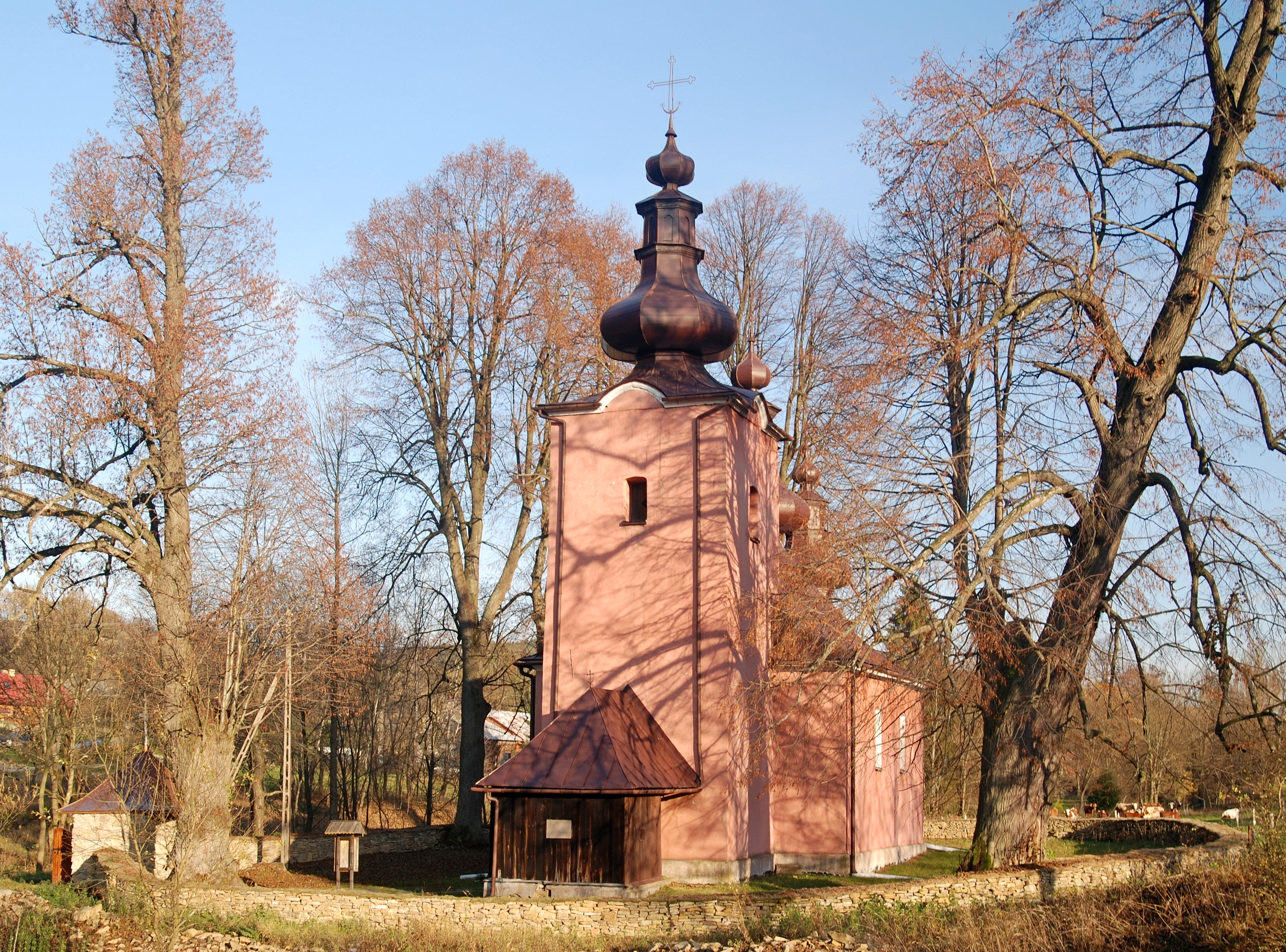
Elewacja zachodnia
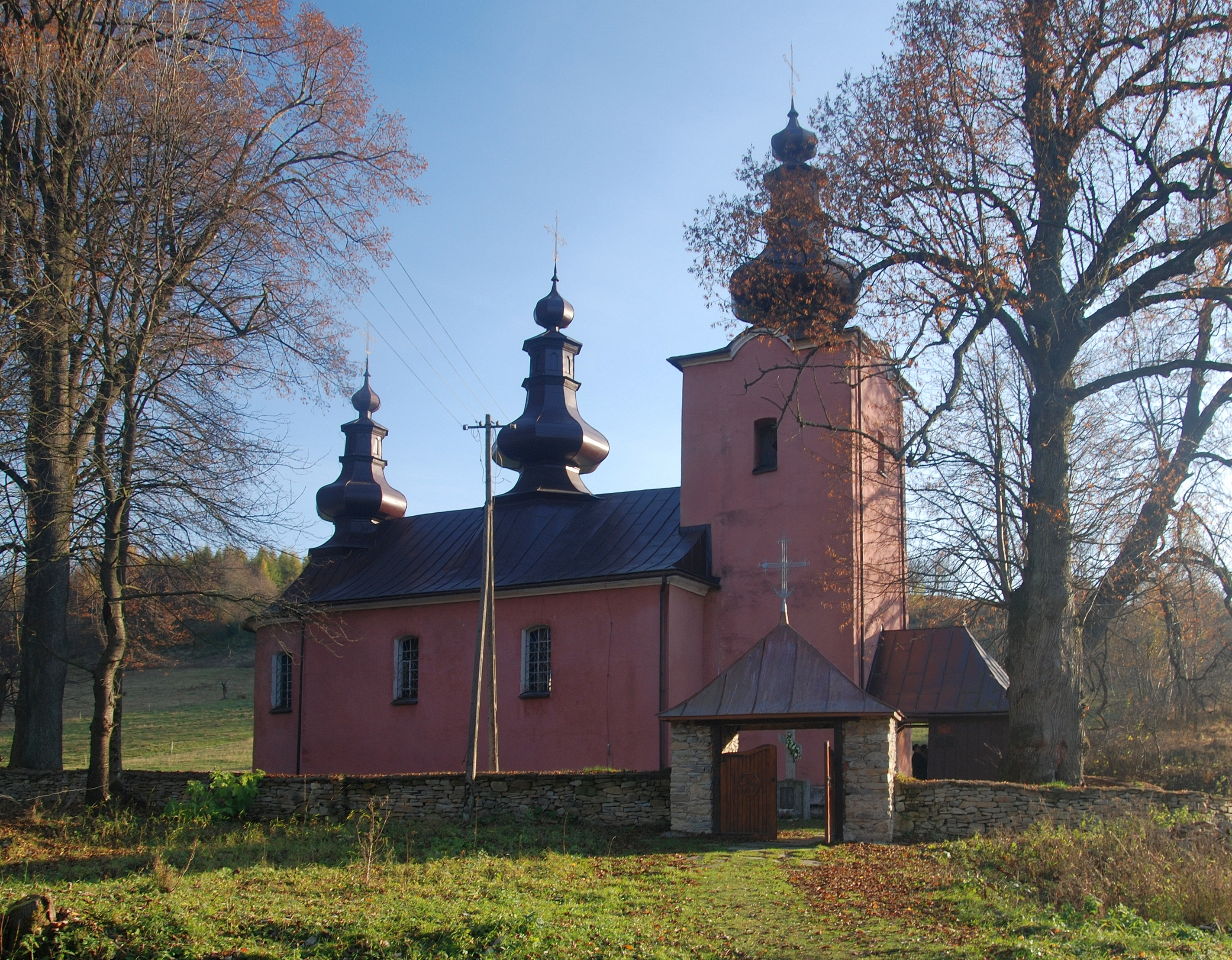
Elewacja północna
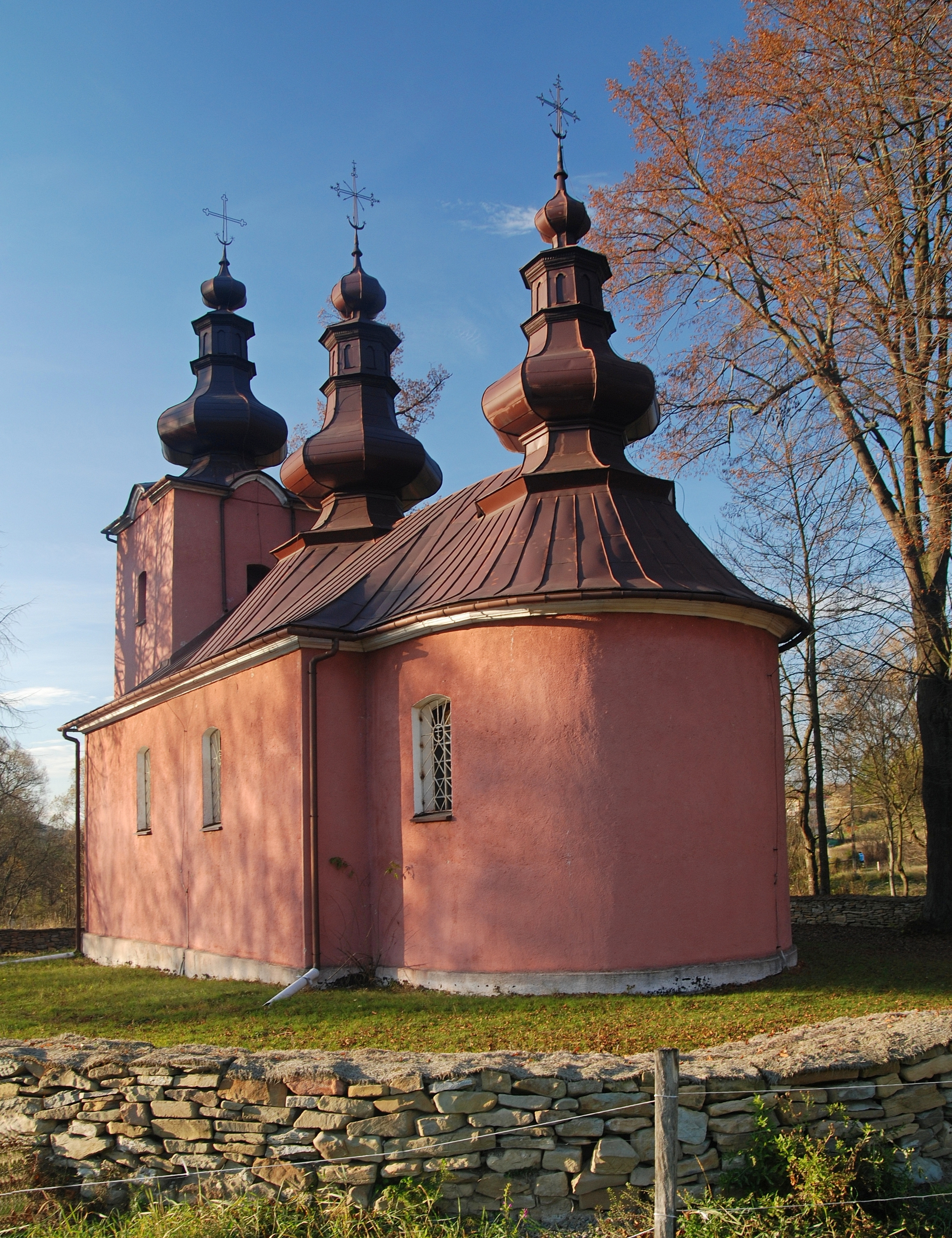
Widok od strony prezbiterium

Cerkiew otoczona jest niewysokim, kamiennym murem. Na bramie wejściowej znajduje się blaszany, namiotowy dach z krzyżem. Przy cerkwi ustawiono w 1988 lastrykowy krzyż (w związku z 1000-leciem chrztu Rusi) oraz umieszczono tablicę upamiętniającą deportacje w ramach akcji „Wisła”.
Do 1947 cerkiew w Blechnarce była świątynią greckokatolicką. Po wysiedleniu miejscowej ludności, w budynku urządzono owczarnię. W 1958, kiedy już trwał powrót Łemków na ojcowiznę, obiekt przekazano Kościołowi prawosławnemu. Od tego czasu cerkiew przeszła wiele remontów, m.in. w 1960 odnowiono ikonostas, w 1982–1986 gruntownie odrestaurowano wnętrze, w 2000 wymieniono podłogę, a w 2005 – pokrycie dachu. Planowane jest odnowienie elewacji, której kolor ma zostać zmieniony z malinowego na biały.
Główna uroczystość obchodzona jest w dzień patronów – 14 listopada (1 listopada według starego stylu).

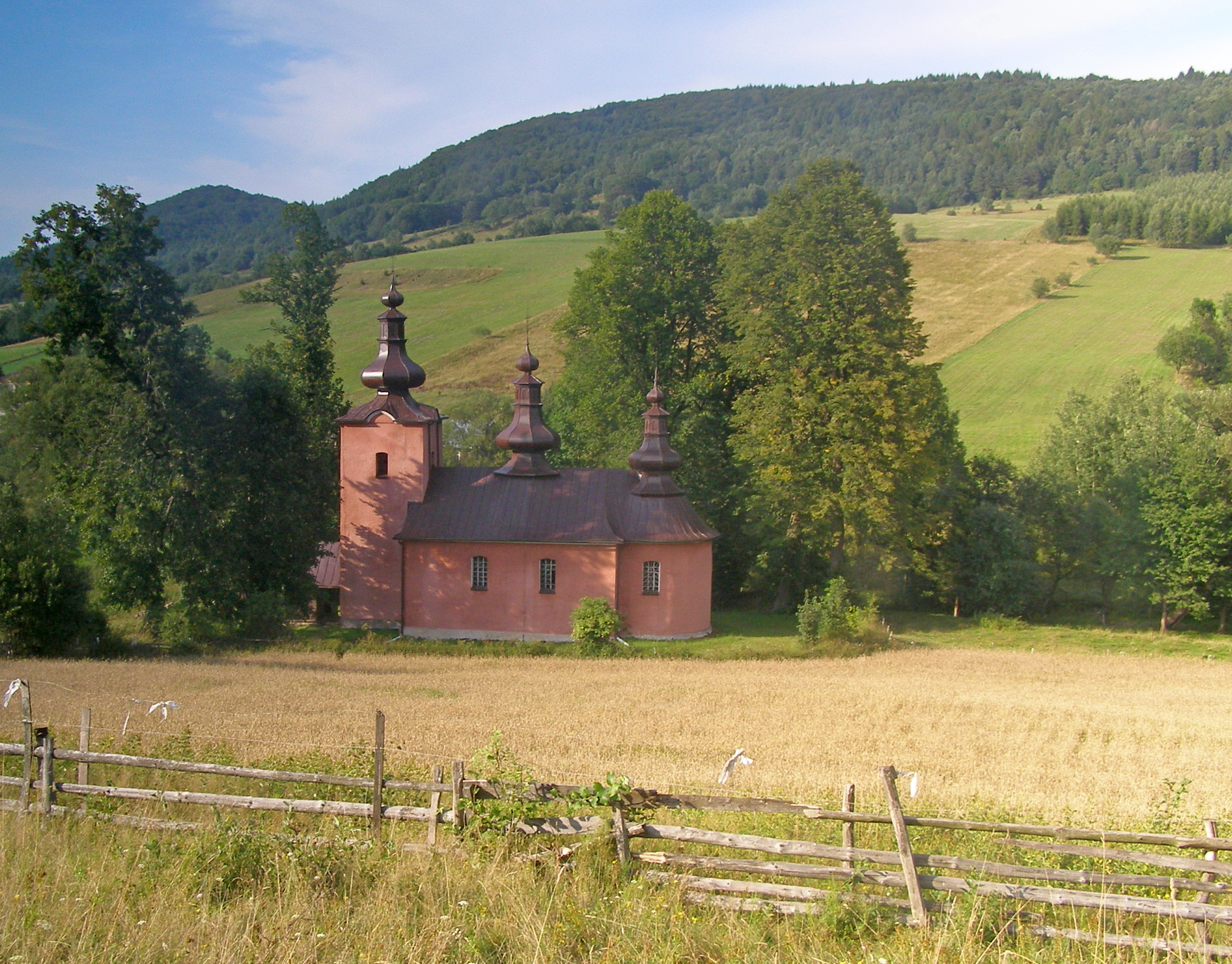
Widok ogólny
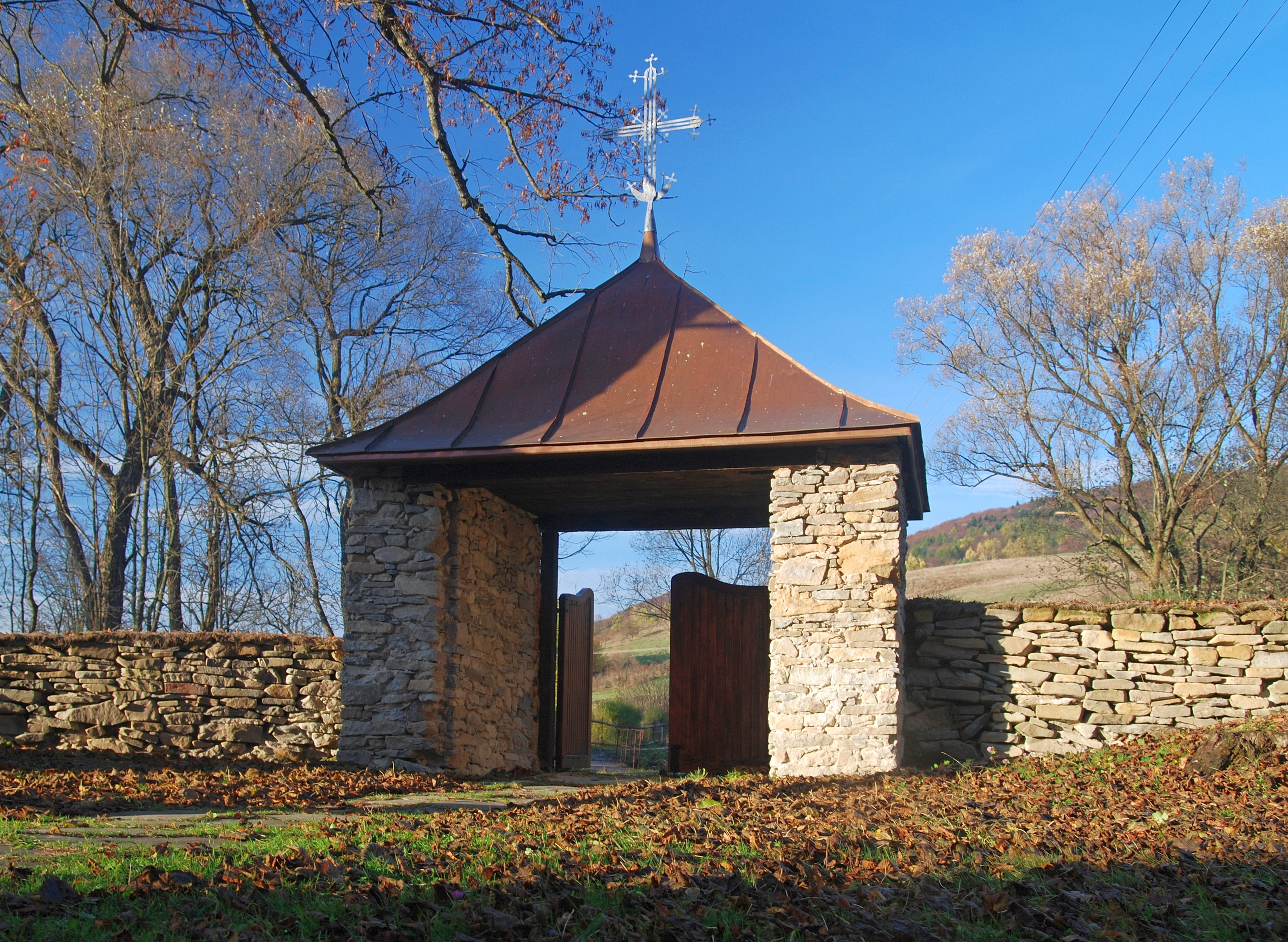
Brama wejściowa
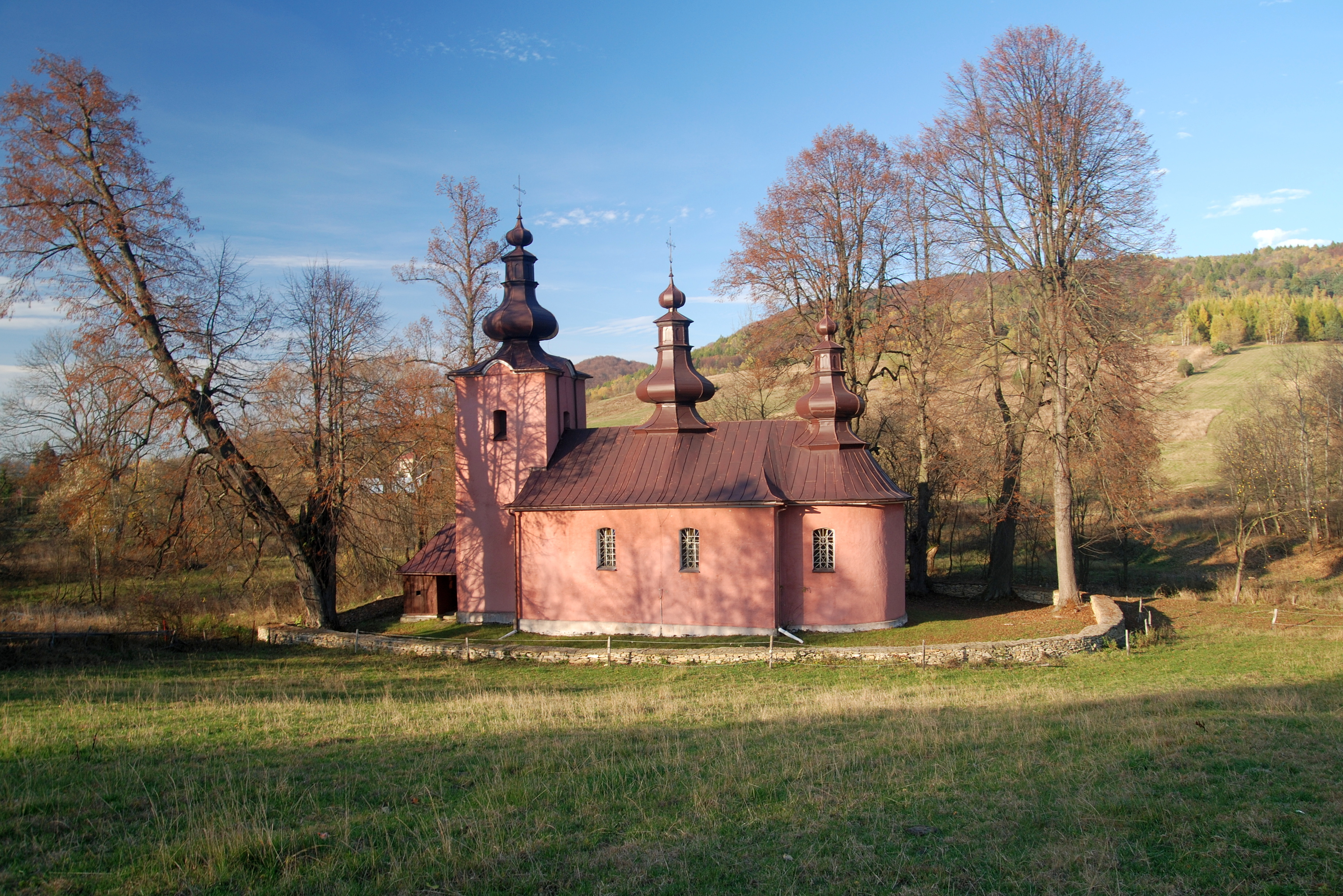
Widok ogólny

Cerkiew została wpisana do rejestru zabytków 20 marca 1990 pod nr 574.
Zgodnie z ustawą z 17 grudnia 2009 o uregulowaniu stanu prawnego niektórych nieruchomości pozostających we władaniu Polskiego Autokefalicznego Kościoła Prawosławnego cerkiew stała się wyłączną własnością Kościoła Prawosławnego.